# Одновимірний простір

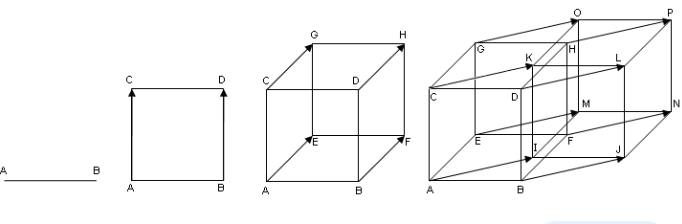
1-, 2-, 3- та 4-вимірні гіперкуби

Одновимірний простір (1В, англ. 1D) — простір, у якому є тільки відрізок, пряма та промінь. В 1-вимірному просторі не може бути кола, квадрату, трикутника, прямокутника, п'ятикутника чи інших 2- й більше вимірних фігур.

## Вигляд
Одновимірний простір відрізняється від двовимірного простору та інших лише виміром. Ми не можемо накреслити двовимірні фігури, все тут тільки прямі, відрізок та прямі.
| Додекаедр | Це незавершена стаття з геометрії. Ви можете допомогти проєкту, виправивши або дописавши її. |